# Алкотін
Алкоті́н (порт. Alcoutim; МФА: [aɫ.ko.ˈtĩ]) — муніципалітет і містечко в Португалії, в окрузі Фару. Розташований у південній частині країни, на теренах історичної португальської провінції Алгарве. Належить до Фаруської діоцезії Католицької церкви в Португалії. Права міського самоврядування має з 1304 року. Поділяється на 4 парафії. За адміністративним поділом, чинним до 1976 року, був складовою провінції Алгарве. Площа муніципалітету — 575,36 км², населення муніципалітету — 2917 ос. (2011); густота населення — 5,07 осіб/км²
. Патрон — Спаситель. Святковий день муніципалітету — 2-га п'ятниця вересня. Поштовий індекс — 8970.  Код місцевої адміністративної одиниці — 0802. Складова статистичного регіону Алгарве.

## Географія
Алкотін розташований на півдні Португалії, на північному сході округу Фару, на португальсько-іспанському кордоні.
Алкотін межує на півночі з муніципалітетом Мертола, на сході — з Іспанією, на південному сході — з муніципалітетом Каштру-Марин, на південному заході — з муніципалітетом , на заході — з муніципалітетами Лоле й Алмодовар.
За колишнім адміністративним поділом селище належало до провінції Алгарве — сьогодні це однойменний регіон і субрегіон.

## Історія
1304 року португальський король Дініш надав Алкотіну форал, яким визнав за поселенням статус містечка та муніципальні самоврядні права.

## Населення
| Кількість мешканців | Кількість мешканців | Кількість мешканців | Кількість мешканців | Кількість мешканців | Кількість мешканців | Кількість мешканців | Кількість мешканців | Кількість мешканців | Кількість мешканців | Кількість мешканців | Кількість мешканців | Кількість мешканців | Кількість мешканців | Кількість мешканців |
| ------------------- | ------------------- | ------------------- | ------------------- | ------------------- | ------------------- | ------------------- | ------------------- | ------------------- | ------------------- | ------------------- | ------------------- | ------------------- | ------------------- | ------------------- |
| 1864                | 1878                | 1890                | 1900                | 1911                | 1920                | 1930                | 1940                | 1950                | 1960                | 1970                | 1981                | 1991                | 2001                | 2011                |
| 8 063               | 8 736               | 8 912               | 9 306               | 9 204               | 8 747               | 9 124               | 10 620              | 10 808              | 9 288               | 6 727               | 5 262               | 4 571               | 3 770               | 2 917               |

## Парафії
1. Алкотін (порт. Alcoutim)
2. Вакейруш (порт. Vaqueiros)
3. Жіойш (порт. Giões)
4. Мартін-Лонгу (порт. Martim Longo)
5. Перейру (порт. Pereiro)

## Економіка, побут, транспорт
Економіка району головним чином представлена сільським господарством та туризмом. Має невеличкий річковий порт на річці Гуадіані.
Селище як і муніципалітет в цілому має добре розвинуту транспортну мережу: з'єднане з Фару швидкісною автомагістраллю А-22 (відоміша як «Via do Infante»), з Вілою-Реал-де-Санту-Антоніу — ІС-27, з провінцією Алентежу — національною автомобільною дорогою N-122.

## Туризм
Серед архітектурних пам'яток особливий інтерес викликають фортеця (порт. Castelo de Alcoutim), декілька церков та каплиць як у самому селищі, так і на території муніципалітету (порт. Igreja Matriz de Alcoutim, Capela de Santo António, Capela da Misericórdia), археологічний музей, руїни римських часів (порт. Ruínas Romanas).

## Галерея

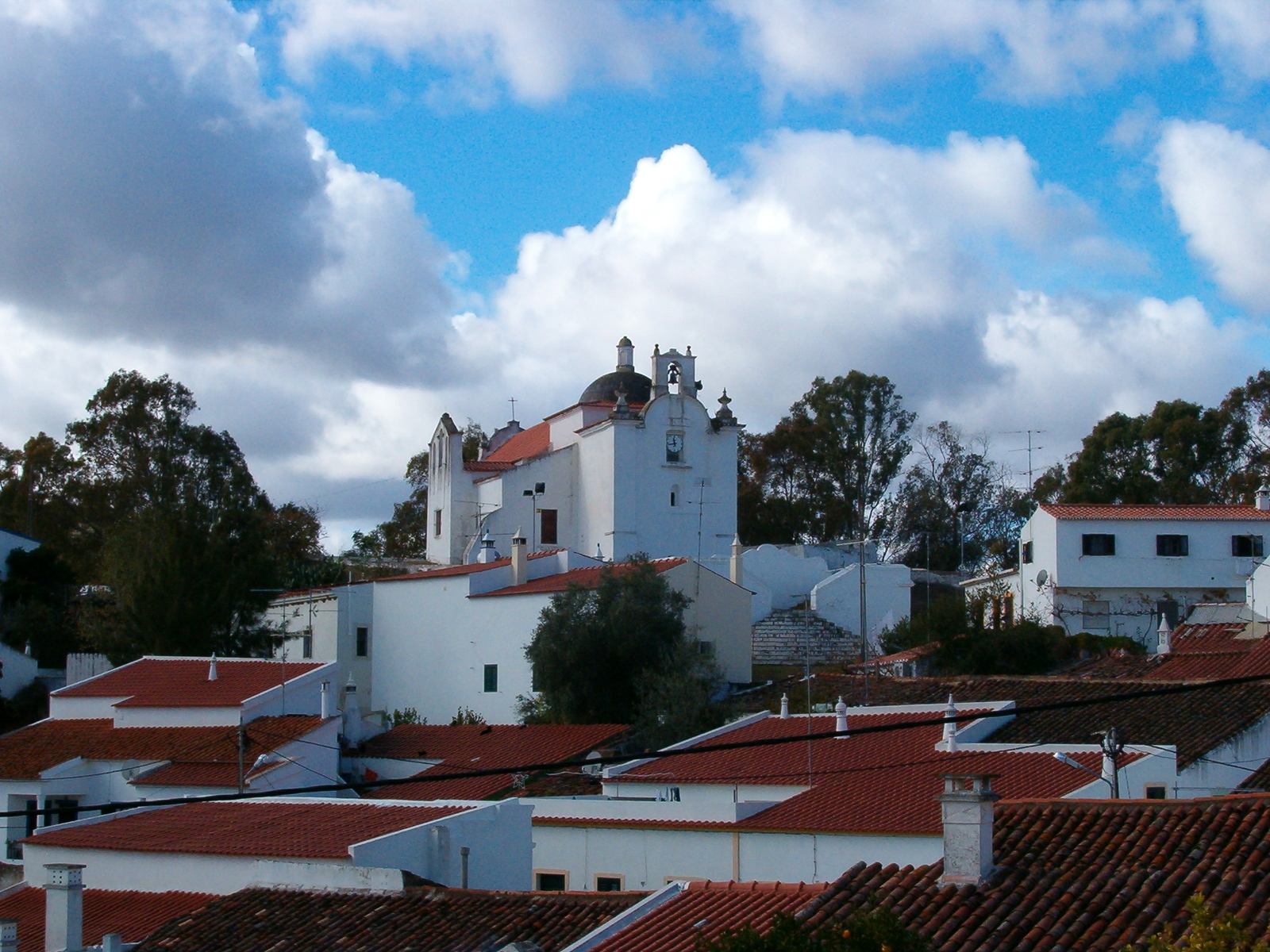
Вигляд з фортеці
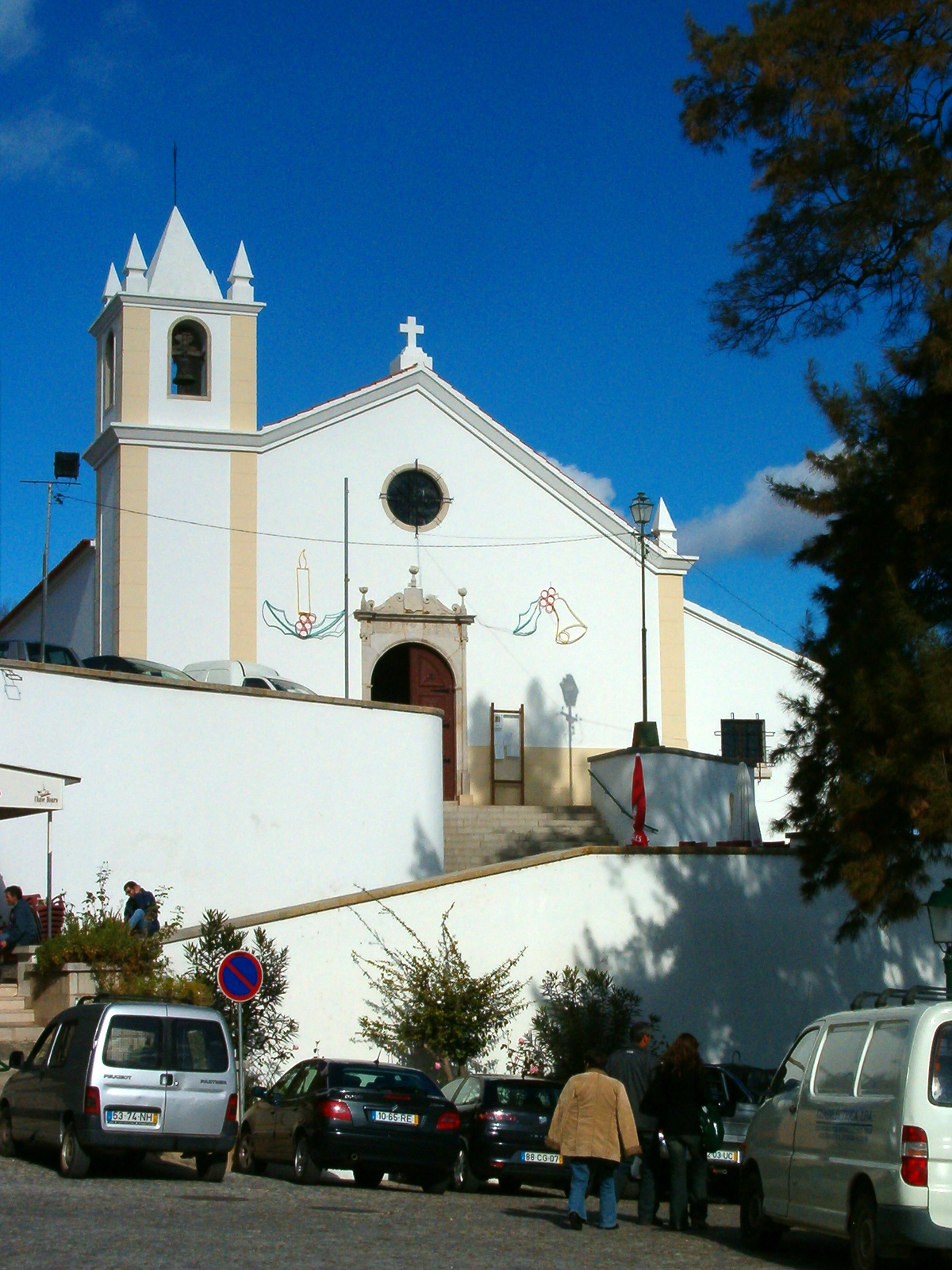
Церква у центрі селища
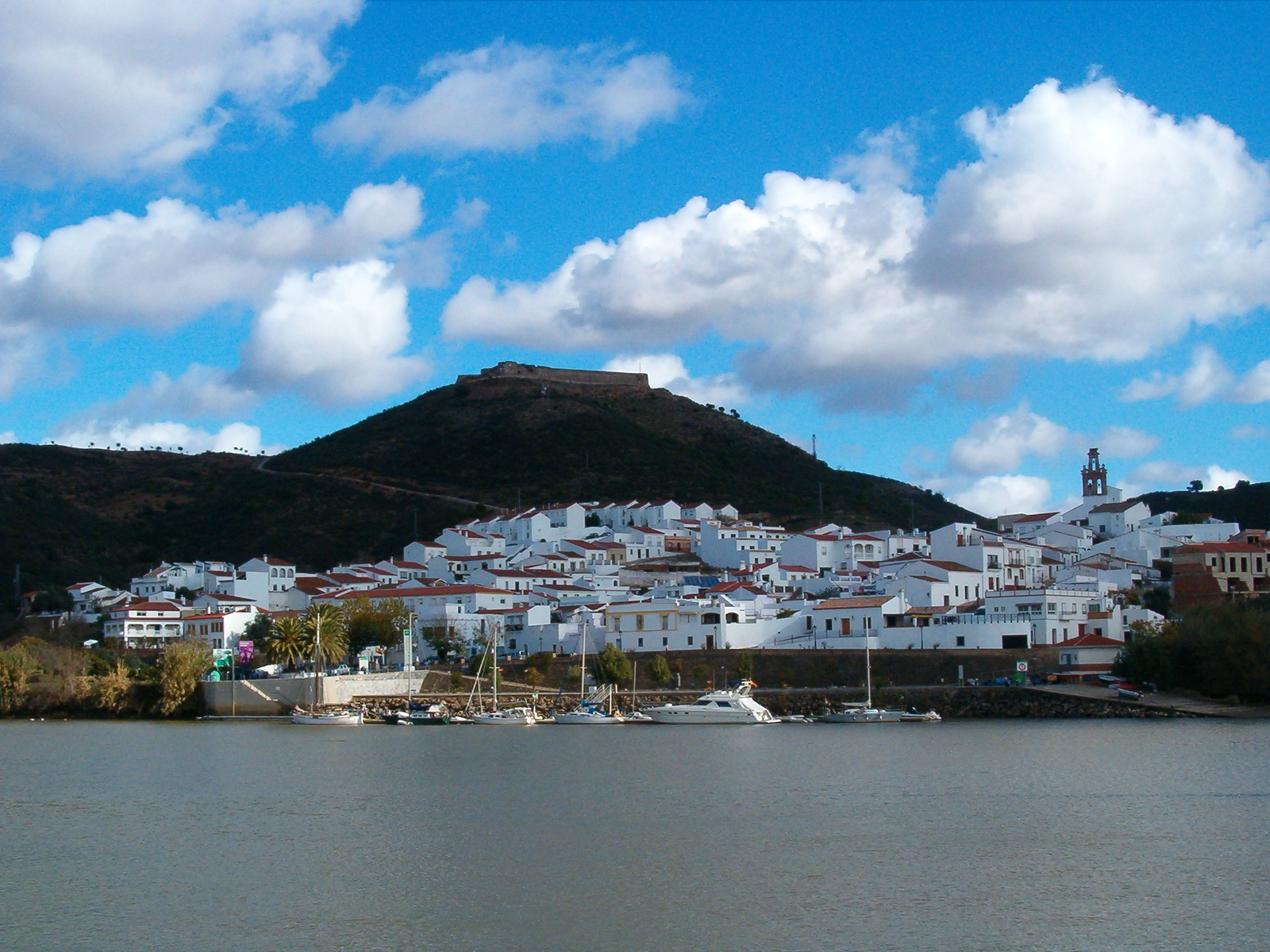
Вигляд на річку Гуадіану (іспанська територія)
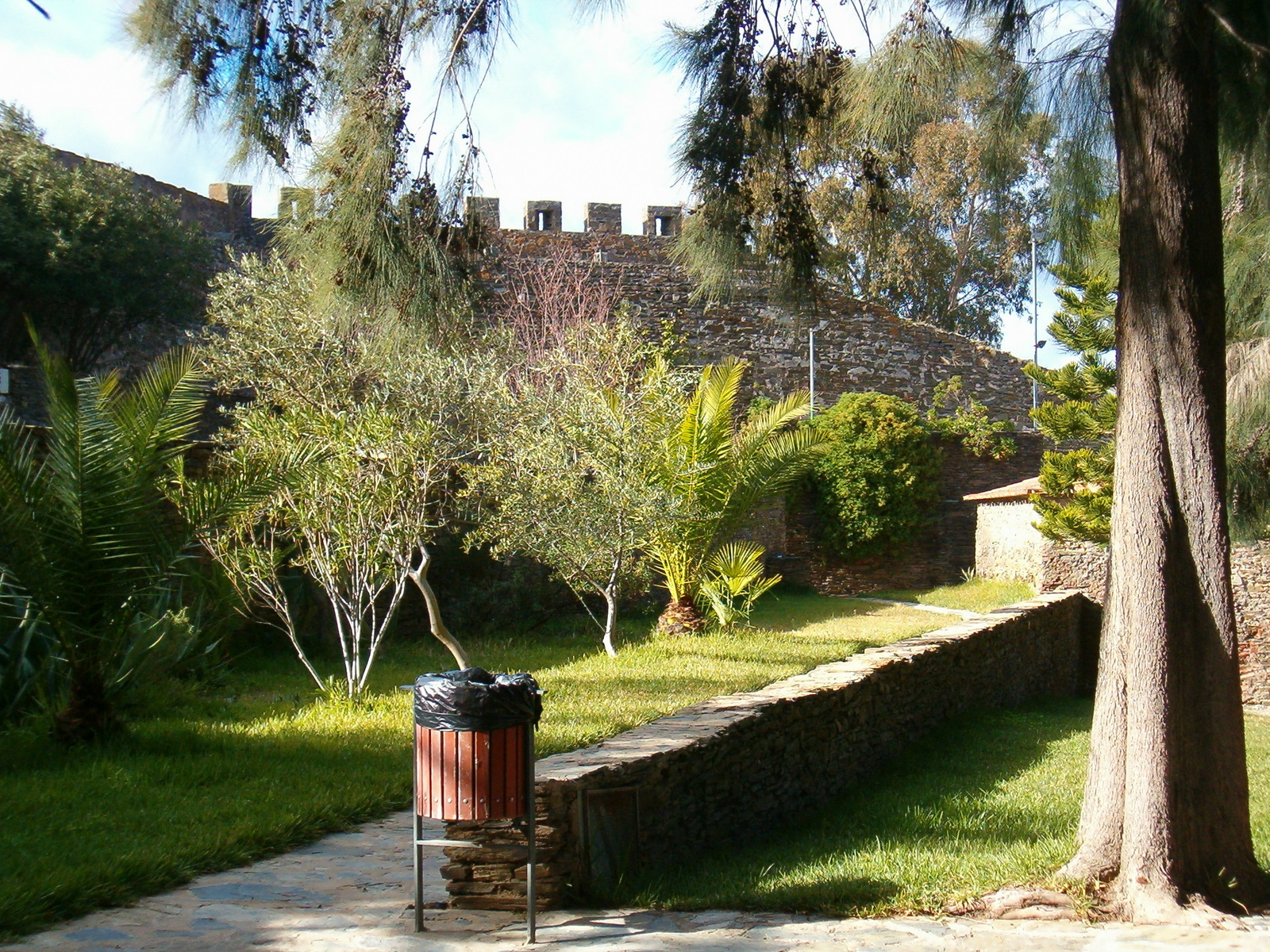
Фортеця